# هیوستون اکسپرس

{{Infobox ship characteristics
هیوستون اکسپرس (به انگلیسی: Houston Express) یک کشتی است که طول آن ۳۳۲٫۴۱ متر (۱٬۰۹۰ فوت ۷ اینچ) Length overall می‌باشد. این کشتی در سال۲۰۰۵ (میلادی)|۲۰۰۵]] ساخته شد.